# جون جاي إميري
جون جاي إميري (بالإنجليزية: John J. Emery)‏ هو شخصية أعمال أمريكي، ولد في 28 يناير 1898 في نيويورك في الولايات المتحدة، وتوفي في 24 سبتمبر 1976.